# BAP Ferré (DM-74)
BAP Ferré (DM-74) fue una unidad del tipo destructor misilero que adquirió el Perú para su Marina de Guerra. Fue una unidad de la clase Daring incorporada a la escuadra peruana en 1973.

## Historia

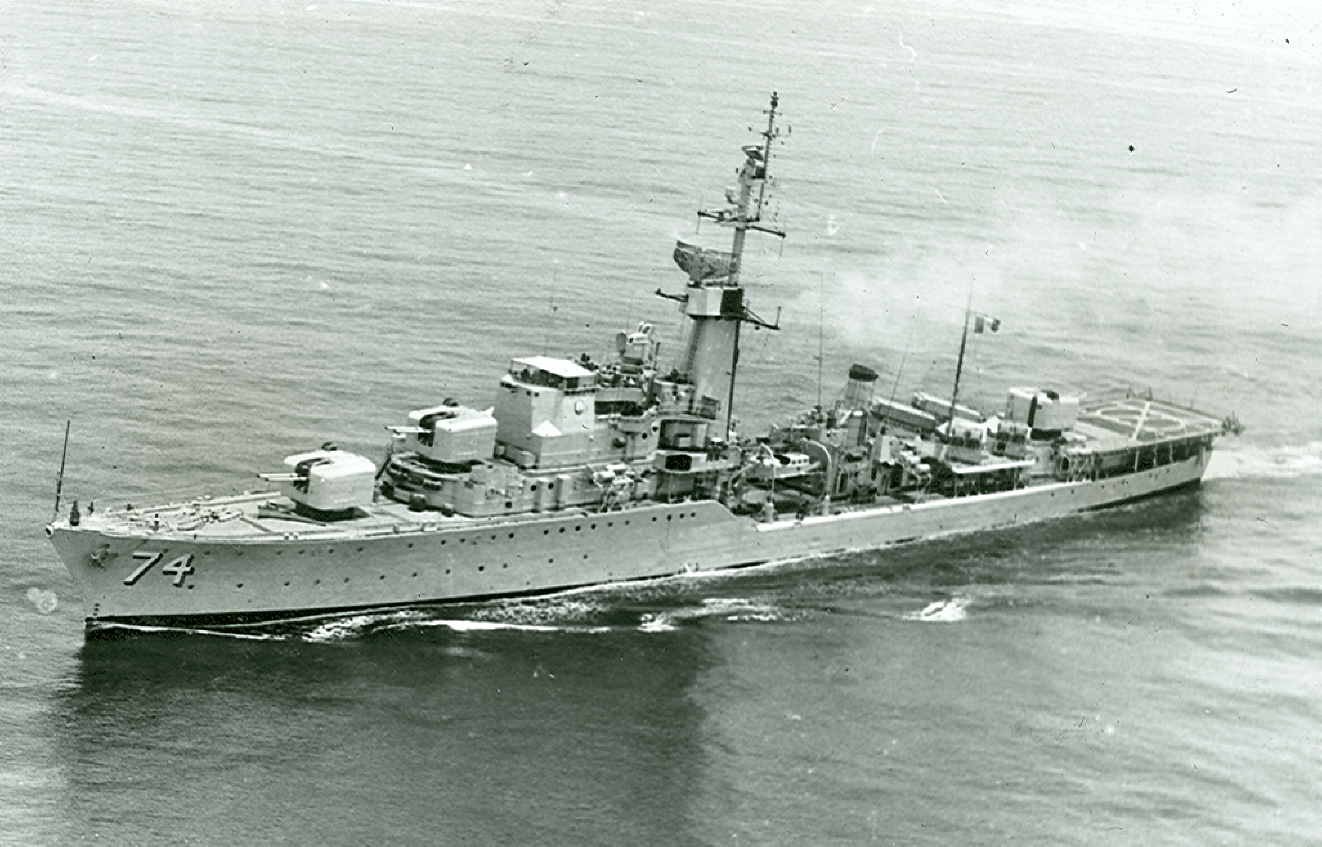
BAP Ferré en navegación en 1974.

Su construcción para la marina británica, se inició en 1946 y culminó en 1949, en los astilleros Yarrow, Inglaterra, fue asignado en la Real Marina Británica el 28 de abril de 1953 como HMS Decoy (D106).
El pabellón peruano fue afirmado a bordo en este buque de guerra en 1973, incorporándose inmediatamente a la escuadra peruana en el Mar de Grau, luego de ser modernizado y colocado sus tubos de lanzamiento de misiles.
El BAP Ferré (DM-74) fue dado de baja el 13 de julio de 2007.
Deplazaba 3.820 toneladas y tenía una velocidad de 30 nudos. Su armamento consistía de artillería convencional y de misiles.

## Nombre
Su nombre se debe al teniente primero Diego Ferré, héroe de la Guerra del Pacífico, que combatió a bordo del monitor Huáscar.
Al iniciarse la Guerra del Pacífico participó en el combate naval de Iquique el 21 de mayo de 1879, en el Primer (26 de mayo) y Segundo Combate Naval de Antofagasta (28 de agosto de 1879), y en el combate naval de Angamos el 8 de octubre de 1879, donde era ayudante del almirante Miguel Grau Seminario, hallándose a su lado durante la acción bélica, y en cumplimiento de una orden del almirante, no obstante el fuego graneado de la escuadra chilena, izó el pabellón peruano de combate, que había caído momentáneamente por las balas chilenas, muriendo conjuntamente con el almirante Grau por acción de la misma granada chilena.
Había sido promovido a la clase de teniente primero AP, el 20 de abril de 1875.
Sus restos descansan en la Cripta de los Héroes del Cementerio Museo de Lima "Presbítero Matías Maestro".